# Valff
Valff is een gemeente in het Franse departement Bas-Rhin (regio Grand Est). De plaats maakt deel uit van het arrondissement Sélestat-Erstein. Valff telde op 1 januari 2022 1.354 inwoners.

## Geografie
De oppervlakte van Valff bedroeg op 1 januari 2022 10,91 vierkante kilometer; de bevolkingsdichtheid was toen 124,1 inwoners per km².

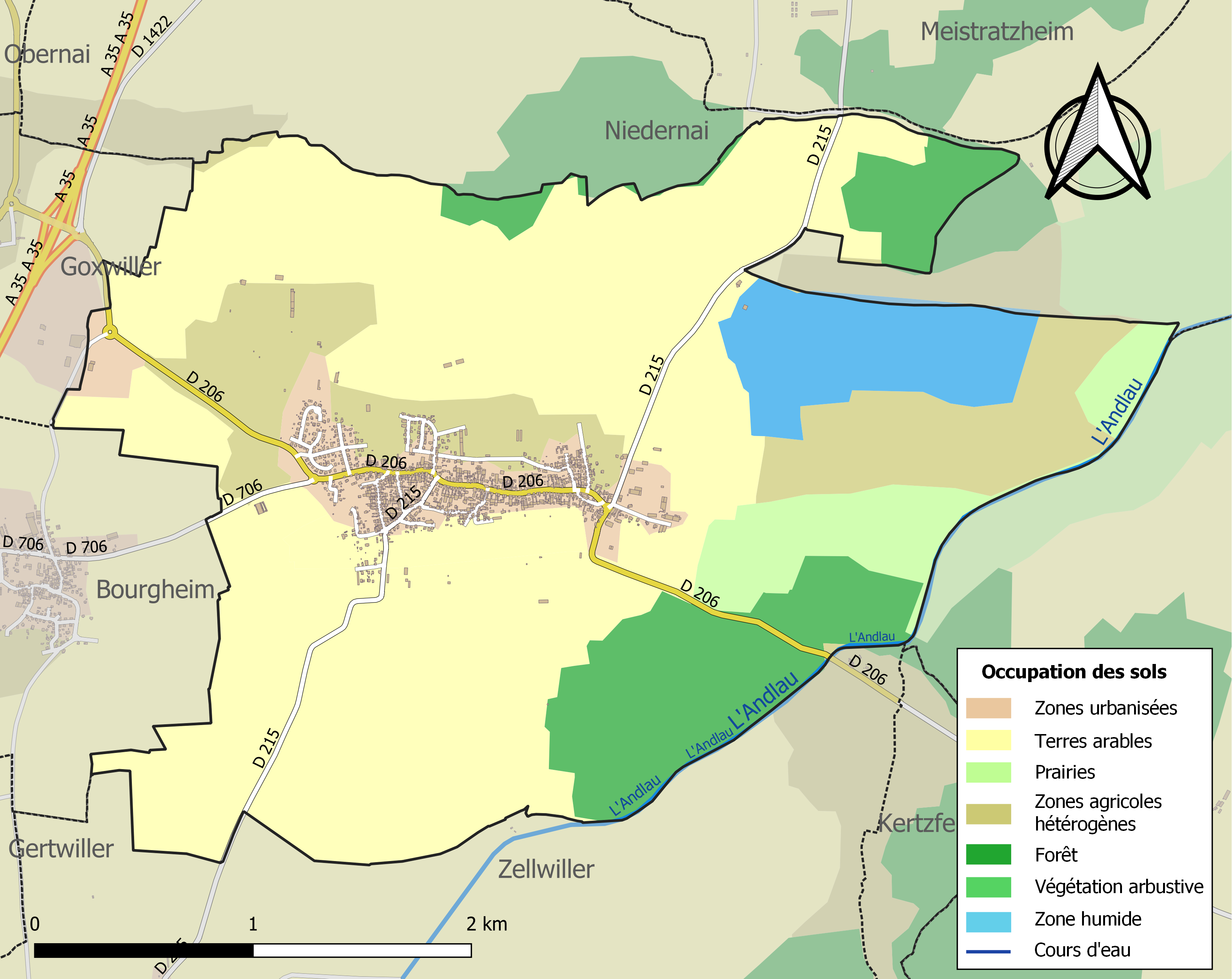
Kaart van de gemeente met de belangrijkste infrastructuur, bodemgebruik en omliggende gemeenten

## Demografie
Onderstaande figuur toont het verloop van het inwonertal (bron: INSEE-tellingen).